# Juan Alais
Juan Alais Moncada, alias Juan el Inglés, (7 de diciembre de 1844 en Buenos Aires, Argentina - 7 de octubre de 1914) fue un guitarrista y compositor argentino.

## Vida
Juan Alais nació en Buenos Aires, Argentina. Era hijo de Valentín Alais, de nacionalidad inglesa, y la argentina Felipa Moncada.
Al mismo tiempo que su nombre adquiría popularidad, sus amigos lo apodaron "Juan el Inglés", debido a su ascendencia. En 1870, se recibió como profesor de música. Posteriormente fue incorporado a la orquesta del Teatro Colón.
Alais fue uno de los dos maestros de Gustavo Sosa Escalada. El otro fue Carlos García Tolsa. A los 13 años de edad, Agustín Barrios Mangoré tocaba obras de Juan Alais como La Perezosa y La Chinita.
En su Diccionario de guitarristas (1934), Domingo Prat llama a Juan Alais "el primer compositor para guitarra de Argentina". Abel Carlevaro y Julio Martínez Oyanguren han grabado sus obras.
En 1910 sufrió un derrame cerebral y quedó paralizado hasta su muerte en 1914.